# Cupido aruensis
Cupido aruensis är en fjärilsart som beskrevs av Swinhoe 1916. Cupido aruensis ingår i släktet Cupido och familjen juvelvingar. Inga underarter finns listade i Catalogue of Life.